# Tenosique
Tenosique és un municipi de l'estat de Tabasco. Tenosique de Pino Suárez és el cap de municipi i principal centre de població d'aquesta municipalitat. Aquest municipi és a la part sud de l'estat de Tabasco. Limita al nord amb l'Centla, al sud amb Huimanguillo, a l'oest amb l'Centro i a l'est amb Frontera.